# Sōsuke Natsukawa
Sōsuke Natsukawa (jap. 夏川 草介 Natsukawa Sōsuke; ur. w 1978 r. w prefekturze Osaka) – japoński lekarz i powieściopisarz, ukończył Szkołę Medyczną Uniwersytetu Shinshū (Shinshū Daigaku).

## Twórczość
Pracując jako lekarz, zadebiutował w 2009 roku pierwszą powieścią z serii: Kamisama no karute („God's Medical Records”, „Dokumentacja medyczna boga”). Przyznano mu za nią nagrodę wydawnictwa Shōgakukan oraz nagrodę księgarzy Japan Booksellers' Award (Hon’ya Taishō, lit. "Bookstore Award") w 2010 roku. Sprzedano ponad 1,5 mln egzemplarzy i zaadaptowano w Japonii do potrzeb filmu i serialu TV.
„Dokumentacja medyczna boga”
Ichito Kurihara, lekarz chorób wewnętrznych, pracuje w całodobowej klinice w prefekturze Nagano. Często konsultuje się w sprawach spoza swojej specjalizacji i znany jest z tego, że pracując potrafi nie spać przez trzy dni. Udaje mu się to dzięki wsparciu kochającej żony, ekscentrycznej pielęgniarki i znajomego chirurga. Pewnego dnia jego macierzysta uczelnia zaprasza go, aby uczył. Oznaczałoby to dla niego posunięcie zawodowe oznaczające więcej wolnego czasu. Dałoby to mu również możliwość studiowania najnowszych osiągnięć medycyny. Z drugiej strony uważa, że w jego okręgu powinien być lekarz, który zajmuje się beznadziejnymi przypadkami, z których zrezygnowały większe szpitale. Podejmuje ostateczną decyzję po otrzymaniu zaskakującego prezentu od Azumi, starszej pacjentki umierającej na raka. Jest to pierwsza powieść z serii.
„O kocie, który ratował książki”
W lutym 2023 roku ukazała się przetłumaczona na ponad trzydzieści języków, w tym na język polski książka Natsukawy pt.: „O kocie, który ratował książki” (Hon o mamorō to suru neko no hanashi). Gdy umiera właściciel antykwariatu Natsuki, księgarnię dziedziczy jego nieśmiały wnuk, Rintarō. Wśród półek uginających się od grubych tomów pojawia się gadający kot o szmaragdowych oczach. Razem z Rintarō wyruszają w podróż przez cztery labirynty, aby uratować ginące książki, odnaleźć sens i radość życia.

## Pseudonim
„Sōsuke Natsukawa” to pseudonim literacki utworzony z części nazwisk trzech wybitnych pisarzy japońskich i tytułu powieści jednego z nich:
- natsu (夏) pochodzi z części nazwiska Sōseki Natsume (1867–1916)
- kawa (川) – z Yasunari Kawabata (1899–1972)
- sō (草) – z tytułu powieści pt. Kusamakura (Poduszka z trawy, 1906) napisanej przez Sōseki Natsume; znak 草 („trawa”) ma czytanie sinojapońskie (on’yomi), a sō – japońskie (kun’yomi) kusa[4].
- suke (介) – z Ryūnosuke Akutagawa (1892–1927)